# كليمنت ميخيا
كليمنت ميخيا (بالإسبانية: Clemente Mejía)‏ هو سباح مكسيكي، ولد في 23 نوفمبر 1928 في أكابولكو في المكسيك، وتوفي بنفس المكان في 28 مارس 1978.

## روابط خارجية
- كليمنت ميخيا على موقع الاتحاد الدولي للسباحة (الإنجليزية)
- كليمنت ميخيا على موقع أوليمبيديا (الإنجليزية)